# Carapachay
Carapachay es una localidad del municipio del partido de Vicente López ubicado en la provincia de Buenos Aires, Argentina; forma parte del área metropolitana de Buenos Aires. Situado a 21 km de Buenos Aires, abarca una superficie de 3,2 km² y tiene una población de 24.875 habitantes, según datos oficiales.
Limita con las localidades de Villa Adelina, al norte y al oeste, y Munro, al sur y al este. Las calles límites son Doctor Mariano Moreno, General Belgrano, Albarellos, Carlos Calvo, Juramento, Capitán Cajaraville, Rafael Obligado y Gervasio Méndez.Según la ordenanza n.º 36198 de octubre de 2018, se establece como fecha aniversario del barrio de Carapachay, el día 30 de noviembre.

## Toponimia
El término es de origen guaraní y da nombre a los primitivos habitantes del Delta del Río Paraná. Es la única localidad de Vicente López que tiene un nombre con historia indígena y además se trata de la localidad más joven del Partido.
Su gentilicio es carapachense.

## Economía
Dentro de Carapachay se encuentran industrias como ser Productex, Imperial Cord, Bendix, entre otras.
Una de las sociedades de fomento (o club) más importante de Carapachay es la Sociedad de Fomento Drysdale (fundada el 30 de enero de 1944). A partir de 1965, surge un pequeño autoservicio, llamado "Autoservicio Carapachay", posteriormente llamado Supermercados Norte, dando lugar a la célebre cadena de supermercados, con sucursales en toda la zona Norte de Buenos Aires e incluso en Capital Federal, el interior de la provincia de Buenos Aires y también Santa Fe, siendo líder durante mucho tiempo en el mercado argentino. Una sucursal tras otra pasó a pertenecer con el tiempo a la empresa Carrefour, hasta quedar solo 7 filiales en manos de Supermercados Norte, que desaparece completamente del mercado en julio del 2008.
Carapachay cuenta con dos parroquias: San Antonio y La Sagrada Familia (inaugurada el 16 de noviembre de 1952).
Cuenta con una plaza, denominada Plaza Sarmiento que fue remodelada, y ocupa una manzana.
El primer loteo se realizó en 1941 y se considera como año de creación de Carapachay.

## Geografía

### Superficie y población

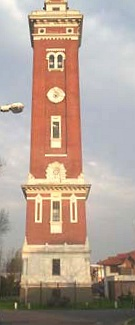
Torre Ader.

La localidad ocupa aproximadamente 3,2 km² en los que viven 15.181 personas, según el censo realizado por el INDEC en 2001. Esto es un 5,5 % del total del partido, del cual es la 7.ª unidad más poblada. En el censo de 1991 se contabilizaron 24.660 personas, lo que implica que hubo un descenso del 38,4 %. 

## Torre Ader
La Torre Ader, de 42,30 m de altura y 217 escalones de mármol de Carrara hasta el mirador, es un Monumento Histórico Municipal, de estilo florentino, similar a la Torre Monumental de la ciudad de Buenos Aires. Funciona allí el Instituto de Investigaciones Históricas de Vicente López. Esta torre, ubicada al sur de la localidad de Villa Adelina, es reclamada por Carapachay.
La torre, llamada Torre de la Independencia, pero conocida como Torre Ader, fue construida en 1916 e inaugurada un año después, más precisamente el 1.º de abril de 1917, por el dueño de la chacra a la cual pertenecía, Bernardo Ader, en honor a sus hijos fallecidos y como agradecimiento a la Argentina, en el centenario de su independencia, por haberlo alojado.
Por la Torre Ader hubo varios conflictos con Villa Adelina, Munro y Villa Ballester. En 1980, una ordenanza municipal otorgó el territorio de la localidad de Villa Adelina perteneciente al partido de Vicente López a Carapachay, pero por medio de otra ordenanza de 1991, esos terrenos volvieron a ser parte de Villa Adelina. Actualmente Carapachay le disputa a Villa Adelina 48 manzanas, incluida la Torre Ader.

## Historia
En 1909 las vías del Ferrocarril Central Córdoba (luego Ferrocarril General Belgrano) cruzaron las tierras sobre las que se construyó el barrio.
José Norman Drysdale rápidamente se convirtió en el mayor propietario de tierras.
El 1 de abril de 1943, paró el primer tren de pasajeros en la "Parada Kilómetro 18" (actual Carapachay).
Ese mismo año el Pierino Pampurri abrió el primer comercio de comestibles y bebidas.
El 4 de noviembre de 1946 la estación recibió el nombre de "Carapachay".
En 1949 se inauguró el barrio Atanor.
En 1964 se reconoció oficialmente como barrio.
El 17 de mayo de 1967 visitó el barrio el entonces Príncipe de Japón Akihito para inaugurar una fábrica textil junto con su esposa la Princesa Michiko.

### La absorción a Carapachay de Villa Adelina
El Ferrocarril Central Córdoba inauguró la Parada kilómetro 18, que en 1946 fue rebautizada como Carapachay, tras haberse rechazado el nombre Torre Ader.
Esto marcó el inicio de varios litigios. En 1946, durante la gestión de José Burman como intendente de Vicente López, se unió a Villa Adelina y Carapachay en un mismo barrio. En 1980, el comisionado Pedro Ursini hizo un nuevo reordenamiento y Villa Adelina fue absorbida por Carapachay. En julio de 1990 una ordenanza aprobó, la separación. Con la devolución de la zona de Villa Adelina en Vicente López, la Torre Ader queda fuera del territorio de Carapachay.

## Personalidades destacadas
- Marley: Conductor, comediante y productor.
- Erik Lamela: Exfutbolista.
- Federico Andrada: Futbolista.
- Ema Wolf: Escritora.

## Parroquias de la Iglesia católica en Carapachay
| Diócesis   | San Isidro                   |
| ---------- | ---------------------------- |
| Parroquias | Sagrada Familia, San Antonio |

## Medios de comunicación locales
Hay muchos medios de información que cubren el distrito y sus barrios, entre ellos, Infobán: www.infoban.com.ar; Para Todos: www.periodicoparatodos.com.ar; y El Comercio On Line: www.elcomercioonline.com.ar.